# 合鰓魚科
合鰓魚科（學名：Synbranchidae）為輻鰭魚綱合鰓目的其中一科，其物種的外型與鰻鱼相似，分佈於熱帶及亞熱帶的淡水水域。本科絕大多數物種能夠呼吸空氣，棲息於沼澤、池塘及潮濕的環境，在水源乾涸時，又會埋藏自己於泥內。

## 分佈
本科魚類主要分佈於全球熱帶、亞熱帶淡水水域；但根據FishBase等的數據，本科物種分佈於亞洲印度东部至澳大利亚北部、西非、從墨西哥起始到中美洲及南美洲一帶的淡水及鹹淡水交界水域。

## 特徵
本科魚類體細長呈圓形，尾細而尖，全體與蛇相似。體裸露無鱗片，成魚無胸鰭、腹鰭，背鰭與臀鰭退化成皮褶，無鰭條。無鳞、魚鰾，鰓膜癒合而僅開一孔於腹面。

## 分類
合鰓魚科下分4個屬25個物種，如下：

### 大孔鱔屬（Macrotrema）
大孔鱔屬只有：
- 大孔鱔 Macrotrema caligan Regan, 1912

### 黃鱔屬（Monopterus）
黃鱔屬（Monopterus Lacepède, 1800）包括有：
- 黃鱔 Monopterus albus
- 雙色黃鱔 Monopterus bicolor
- 布氏黃鱔 Monopterus boueti
- 山黃鱔 Monopterus cuchia
- 斯里蘭卡黃鱔 Monopterus desilvai
- 奠邊黃鱔 Monopterus dienbienensis
- 紅黃鱔 Monopterus digressus
- 伊氏黃鱔 Monopterus eapeni
- 穴棲黃鱔 Monopterus fossorius
- 霍氏黃鱔 Monopterus hodgarti
- 艾氏黃鱔 Monopterus ichthyophoides
- 印度黃鱔 Monopterus indicus
- Monopterus luticolus Britz, Doherty-Bone, Kouete, Sykes & Gower, 2016[9]
- Monopterus rongsaw Britz, Sykes, Gower & Kamei, 2018[10]
- 羅氏黃鱔 Monopterus roseni

### 蛇胸鱔屬（Ophisternon）
蛇胸鱔屬（Ophisternon McClelland, 1844）包括下列各種：
- 穴棲蛇胸鱔 Ophisternon aenigmaticum Rosen & Greenwood, 1976
- 非洲蛇胸鱔 Ophisternon afrum (Boulenger, 1909)
- 孟加拉蛇胸鱔 Ophisternon bengalense McClelland, 1844
- 白蛇胸鱔 Ophisternon candidum (Mees, 1962)[11]
- 斑點蛇胸鱔 Ophisternon gutturale (Richardson, 1845)
- 陰曹蛇胸鱔 Ophisternon infernale (Hubbs, 1938)：又稱幽鱔。

### Rakthamichthys屬
- Rakthamichthys digressus (Gopi. 2002) [12]
- Rakthamichthys roseni (Bailey & Gans 1998) [12]

### 合鰓魚屬（Synbranchus）
合鰓魚屬（Synbranchus Bloch, 1795）包括下列各物種：
- 蘭普雷亞合鰓魚 Synbranchus lampreia
- 玻利維亞合鰓魚 Synbranchus madeirae
- 合鰓魚 Synbranchus marmoratus

## 生態
本科魚類棲息於泥沼地，白天潛伏於洞穴內，夜晚才活動覓食，屬肉食性，以各種水生小型動物為食，口腔內壁表皮與腸均具有呼吸功能，能直接呼吸空氣。

## 經濟利用
可作為食用魚。